# Najtafrica riebi
Genre
Espèce
Synonymes
- Stachorutes riebi Barra, 1994

Najtafrica riebi, unique représentant du genre Najtafrica, est une espèce de collemboles de la famille des Neanuridae.

## Distribution
Cette espèce se rencontre en Afrique du Sud et à Madagascar.

## Description
Najtafrica riebi mesure de 0,4 à 0,5 mm.

## Étymologie
Cette espèce est nommée en l'honneur de Jean-Pierre Rieb.
Ce genre est nommé en l'honneur de Judith Najt.

## Publications originales
- Barra, 1994 : Nouveaux collemboles poduromorphes de la Province du Natal (Rep. Sud Africaine) (Insecta: Collemsola [Collembola]). Journal of African Zoology, vol. 108, no 2, p. 181-189.
- Barra, 2002 : A new Pseudachorutinae genus (Collembola) in the littoral sand of Natal Province (South African Republic). Zoosystema, vol. 24, no 1, p. 177-180.